# Edward Mannock
Edward Corringham Mannock, britanski častnik, vojaški pilot in letalski as * 24. maj 1887 Ballincollig, Cork, Irska  † 26. julij 1918, La-Pierre-au-Beure pri Calonne-sur-la-Lys, Francija.
Rojen je bil škotskemu očetu in irski materi (Julia O'Sullivan iz Corka). Bil je zvest pristaš "Irish Home Rule". Odtod tudi izvira njegova navezanost na Irce, saj je bil njegov dober prijatelj James McCudden irskega rodu (njegov oče je bil doma z Irske), njegov drug dober prijatelj George McElroy pa celo rojen Dublinčan. Mannockov oče je bil kaplar v angleški vojski, nasilnež in hud pijanec, ki je družino pozneje celo zapustil. Mick se ga je tedaj odrekel kot očeta. Vendar vse to "očeta" ni motilo, da bi po 1. SV ne prevzel iz rok samega kralja sinovih medalj, jih potem prodal za 5 funtov in denar zapil. K sreči je bil kupec odlikovanj poštenjak in so tako danes spet del zapuščine Micka Mannocka.
Mannock je med prvo svetovno vojno uradno dosegel 61 zmag in je bil največji britanski letalski as v 1. SV. Sestreljenih nasprotnikov ni štel javno in je mnoga sestreljena nasprotnikova letala galantno pripisal ali delil s svojimi mladimi in neizkušenimi piloti in jim tako vlil samozaupanje. Le enkrat je v pismu prijatelju Jimu Eylesu omenil, "da bo z malce sreče prehitel "starega Maca" (prijatelja Jamesa McCuddna) in nato morda ugnal še "starega Richthofna" ("If I have any luck, I think I may beat "old Mac's" 57 victories. Then I shall try and oust "old Richthofen."). "Stari Mac" je bil njegov učitelj letenja, čeprav je bil Mannock kar osem let starejši od njega. Ko ga je Mannock vprašal, kaj naj stori če mu letalo pade v vrij, mu je McCudden odrezavo odvrnil: "Postavi vse komande v osrednji položaj in moli k vsem svetnikom!". Ko je bil Mannock res v takem položaju, je ubogal nasvet in letalo se je res izvilo iz svedra. Od tega dne sta bila Mick in "stari Mac" neločljiva prijatelja.
Bal se ni nikogar in ničesar, razen da bi zgorel v svojem letalu, zato je s seboj na bojne polete vedno nosil nabit revolver. "Ne bodo me živega scvrli!" ("They'll never burn me!") je dejal prijatelju, Škotu Georgeu MacLanachanu. Znano je, da med 1. SV piloti RFC in pozneje RAF, niso imeli padal. Delno zaradi velike teže in velikosti teh, še bolj pa zaradi neumnih trditev generalov, da bodo piloti raje skakali s padali iz letal, kot pa se borili.
Bil je tudi eden od prvih teoretikov bojevanja v zraku. Njegovo pravilo še zmeraj velja: "Dobro pilotiranje še nikoli ni ubilo sovražnika!" ("Good flying never killed an enemy yet!"). Pilotom je tudi zabičal: "Sami preglejte svoje strojnice, orožar se ne bo boril v zraku!" ("Sight your own guns, the armourer doesn't have to do fighting!"). Mladim pilotom je stalno govoril: "Gospodiči! Vedno zgoraj, redko na isti višini, nikoli spodaj!" ("Gentlemen, always above, seldom on the same level, never underneath!") in "Vedno merite na pilota, ne na letalo!". In še: "Nikoli ne sledite žrtvi v globino na doseg protiletalskega ognja!". Na žalost sam ni upošteval tega pravila 26. julija 1918 (glej tudi spodaj).
Bil je rojen vodja, za svoje mlade in neizkušene pilote je skrbel bolj kot koklja za svoja piščeta. Svojim pilotom je bil mentor in prijatelj, učil jih je pilotskih veščin, ukan nasprotnikov in predvsem obrambne in ofenzivne letalske taktike. Velikokrat je sam zadel sovražnikovo letalo, nato pa zavil vstran, da je lahko njegov spremljevalec zadal "milostni strel" ("coup de grace") in si tako priboril zmago. Po vrnitvi na domače letališče ga je Mannock v jedilnici pred vsemi drugimi piloti še javno pohvalil. V tistem času vojne je življenjska doba britanskega bojnega pilota znašala le dva do tri tedne. Za premnoge novince pa je bil prvi bojni polet hkrati tudi zadnji. Mannock je vse do smrti slovel, da ni nikoli izgubil spremljevalca (wingmana).
Novincu je oprostil vsakršno napako, ni pa trpel strahopetcev. Enkrat se je neki njegov že izkušeni pilot "umaknil" iz boja. Po vrnitvi na letališče je Mannock sam pregledal njegovo letalo, oborožitev in motor. Ko je videl da je vse v redu, je od komandanta zahteval naj tega pilota takoj premesti, drugače ga bo na naslednjem poletu on sam sestrelil. Tega pilota so nemudoma premestili, kajti Mannock bi grožnjo nedvomno uresničil.
Pri družini Eyles je Mannock našel vso tisto družinsko toplino, za katero je bil v mladosti prikrajšan. Zanje je vedno bil in ostal le "Pat" (to je angleški vzdevek za Irce, je pa okrajšava imena Patrick). Mannock se je ves čas vojne redno dopisoval z njimi in hodil k njim na obiske v času dopustov vse do svoje smrti. Pod pisma se je vedno podpisoval le s "Pat". Ko je za Božič leta 1913 zaprosil za potni list, je kot kraj rojstva navedel Cork na Irskem. S tem je sam definitvno potrdil, da se je res rodil na Irskem, navkljub nekaterim drugačnim trditvam. To so pozneje potrdili tudi člani njegove družine (mama, sestra in brat).

Po pripovedi Jima Eylesa je bil zadnje mesece življenja z živci povsem na koncu. Telo in roke so se mu krčevito tresle, nato pa je bruhnil v jok. Postal je obseden od čistoče in urejenosti ("He became obsessed with neatness and order - his hair, his boots, his medals, everything had to be "just so".). Kot da je slutil svoj bližnji konec. 
Njegov prvotni grob je bil tik ob neki poti pri La-Pierre-au-Beure pri Calonne-sur-la-Lys, kjer se je zrušilo njegovo goreče letalo. Njegovo truplo so menda našli kar precej stran od ruševin letala, revolverja ni uporabil. Verjetno je skočil iz gorečega letala. Prijatelj McElroy mu je le nekaj dni pred smrtjo v šali dejal: "Mick, po vojni bodo zate pogrinjali rdeče preproge!" ("They'll have the red carpet out for you after the war, Mick!"). Mannock je le grenko odvrnil: "Zame ne bo nobenega "po vojni!" ("There won't be any "after the war" for me!").
Po 1. SV so njegove posmrtne ostanke prekopali, zelo verjetno na isto britansko vojaško pokopališče pri kraju Laventie, kjer je pokopan tudi njegov dober prijatelj George McElroy. Tako sta prijatelja spet skupaj, tokrat za vedno. Na povsem novem marmornem nagrobniku je napis "Britanski letalec Velike vojne" ("A British Airman of The Great War") in "Ime znano Bogu" ("Known unto God"). (British Military Cemetery Laventie CWGC - Plot III., Row F, Grave #12).
Ironija usode je, da je Mick Mannock dosegel svojo prvo zmago 7. maja 1917, to je ravno na dan, ko je umrl takrat prvi britanski letalski as Albert Ball. Mannocku je bil Ball vzornik, čeprav sta si bila po starosti in po značaju precej različna. Sta pa oba bila dobra violinista. Ni znano ali sta se tudi osebno poznala.
Mannockova prva žrtev je bil nemški opazovalni balon. To je bil tedaj izredno nevaren podvig zaradi vnetja vodika v njem, temu posledično velike ognjene krogle in močnega obrambnega protiletalskga ognja s tal. Pilota, ki je sestrelil opazovalni balon, se je prijel vzdevek "uničevalec balonov" ("Balloon buster"). Opazovalci v nemških balonih so imeli padala in so jih tudi uporabljali. Uničenje opazovalnega balona so tedaj enačili s sestrelitvijo letala.
Na dan svoje smrti je Mannock omogočil spremljevalcu, novozelandskemu poročniku irskega rodu Donaldu C. Inglisu, doseči njegovo prvo zmago. Na žalost pa je bil Inglis tudi priča smrti svojega učitelja.
Šele po intenzivnem lobiranju člana njegove eskadrilje in dobrega prijatelja, Valežana Jamesa Ire Thomasa "Taffyja" Jonesa in njegovih sopilotov, so Mannocku po končani 1. SV posthumno končno le podelili več kot zaslužen Viktorijin križec.
V Wellingboroughu, Northamptonshire v Angliji, so na hiši 183 Mill Road, kjer je Mannock pred 1. SV prebival, 24. junija 1988 odkrili spominsko obeležje. Odkril ga je vice-maršal RAF-a, James Edgar "Johnnie" Johnson, britanski lovski pilot z največ (38) zmagami v 2. SV (bolj znan pod vzdevkom "prvi mojster Spitfira"). Ganljiva simbolika. V tem mestu ima Mick tudi svojo ulico - Mannock Road.
Julij 1918 je verjetno najbolj črn mesec v zgodovini RAF-a. Umrli so kar trije vodilni piloti z največ zmagami v 1. SV. Vendar nobenega od njih niso sestrelili nemški piloti v letalskem boju. Mannock in McElroy sta bila sestreljena s tal, McCudden je umrl zaradi posledic poškodb v nesreči po odpovedi motorja njegovega letala po vzletu. Ball, četrti na tej lestvici, pa je že dobro leto prej najverjetneje strmoglavil zaradi odpovedi motorja letala med bojem. Vsi štirje so nazadnje leteli z britanskimi letali R.A.F. SE.5a. R.A.F. pomeni Royal Aircraft Factory - SE pa Scout Experimental.
Leta 2009 so na neki kmetiji na severu Francije odkrili fotografijo Micka Mannocka. Najdena v starem fotoalbumu in je verjetno ena njegovih zadnjih. Na neki poti je fotografiran z ljubkim mladim francoskim dekličem, verjetno hčerko kmeta, katerega travnik je RAF julija 1918 uporabljal kot letališče.
Petnajst pravil Micka Mannocka za bojevanje v zraku:
1. Pilot mora napasti odločno in zadrževati ogenj vse do 100 m ali manj.
2. Presenetiti mora sovražnika z vzhoda, torej z nemške strani.
3. Uporabiti mora sonce in oblake za presenečenje in kritje.
4. Pilot mora z redno vadbo skrbeti za svojo telesno kondicijo.
5. Pilot mora skrbeti za svojo oborožitev, redno in čim več vaditi. Tarče so zmuzljive.
6. Pilot mora vaditi odkrivanje letal in jih razpoznavati. Vsako letalo se mora smatrati za sovražno, vse dokler to zanesljivo ni.
7. Pilot se mora naučiti, kje so mrtvi koti letala nasprotnika.
8. Lovci se napadajo od zgoraj, dvosedežniki od spodaj, oboji pa od zadaj.
9. Pilot mora vaditi hitre zavoje. Ti se največkrat uporabljajo med boji.
10. Pilot mora vaditi oceno razdalje v zraku. Te so zelo varljive.
11. Paziti se je treba vab. Samotno letalo je največkrat le vaba. Še pred napadom naj se skrbno pregleda nebo zgoraj.
12. V sončnem vremenu morajo letala krožiti s kar najmanj nagiba. Odboj sonca od kril izda letalo že na daleč.
13. Pilot mora med boji stalno krožiti. Naravnost se leti le med streljanjem.
14. Pilot ne sme nikoli bežati s strmogljavljanjem, nasprotniku tako da možnost streljanja brez odklona. Krogle strojnice so hitrejše od letala.
15. Pilot mora med patruljiranjem in med boji paziti na čas (oddaljenost in gorivo), na smer (povratek) in na jakost vetra (smer in čas za vrnitev).